# Дзержислав (Опольське воєводство)
Дзержислав (пол. Dzierżysław) — село в Польщі, у гміні Кетш Ґлубчицького повіту Опольського воєводства.
Населення — 617 осіб (2011).
У 1975-1998 роках село належало до Опольського воєводства.

## Демографія
Демографічна структура станом на 31 березня 2011 року:
|          | Загалом | Допрацездатний вік | Працездатний вік | Постпрацездатний вік |
| -------- | ------- | ------------------ | ---------------- | -------------------- |
| Чоловіки | 308     | 66                 | 193              | 49                   |
| Жінки    | 309     | 58                 | 163              | 88                   |
| Разом    | 617     | 124                | 356              | 137                  |